# Neon
Neon (af græsk νέον, neon, "ny") er det 10. grundstof i det periodiske system, og har det kemiske symbol Ne. Under normale tryk- og temperaturforhold optræder denne ædelgas som en farve-, lugt- og smagsløs gas. Neon blev opdaget i 1898 af William Ramsay og Morris William Travers.

## Egenskaber
Neon er den næstletteste ædelgas efter helium. Når det bruges i et udladningsrør, giver det et rødorange lys; ved normale driftsspændinger og -strømme er neon den ædelgas, der giver det mest intense lys. Selv om dette lys forekommer som rødorange set med menneskelige øjne, indeholder det en kraftig grøn spektrallinje, der dog først ses, når lyset deles op i et spektrum.

### Kemiske egenskaber
Som alle ædelgasser undtagen helium har frie neonatomer 8 elektroner i yderste elektronskal og opfylder derfor oktetreglen egenhændigt uden at indgå i kemiske forbindelser med andre atomer. Enhver kemisk forbindelse med et andet stof ville tværtimod bringe neon i uoverensstemmelse med oktetreglen, så for neon (og andre lette ædelgasser) er det populært sagt "ufordelagtigt" at indgå i kemiske forbindelser med noget som helst.
Til gengæld har man, ved hjælp af massespektroskopi og optisk spektroskopi, påvist eksistensen af ionerne Ne+, (NeAr)+, (NeH)+ og (HeNe)+, og dertil kan neon også danne et ustabilt hydrat.

### Biologisk rolle
Neon spiller ingen rolle for levende organismer: Det er ikke giftigt i og med det ikke kan indgå i kemiske forbindelser og på den måde forstyrre organismens kemi. Dog kan gassen stadig fortrænge luftens indhold af livsvigtig ilt og dermed forårsage kvælning.

## Tekniske anvendelser
En af de mest velkendte anvendelser for neon er de såkaldte neonrør, der ofte ses i lysende reklameskilte: Det første af slagsen blev konstrueret i december 1910, og i 1920 var de i brug i alle egne af verden. Som billedet til venstre viser, lyser neon med en rødorange farve; andre farver skabes ved at tilsætte andre gasarter, men alligevel er "neonrør" gået ind i den almindelige sprogbrug som betegnelse for alle sådanne kulørte udladningsrør. Eksempelvis får man ultraviolet lys ved at bruge argon og en smule kviksølv, og ved hjælp af fluorescerende stoffer på rørets inderside, farvede glasrør og/eller farvefiltre på ydersiden kan man frembringe et bredt sortiment af farver.
Neon benyttes også i andre, mere specielle "udladningsrør", herunder i Helium-Neon-lasere, og desuden i radiorør, højspændingsindikatorer m.v.
Flydende neon bruges også som et ganske effektivt kølemiddel til at opnå meget lave temperaturer: Liter for liter er neon 40 gange mere effektivt som kølemiddel end helium (og tre gange mere effektivt end brint), og da neon er langt billigere at bruge end helium, finder sidstnævnte kun anvendelse til ekstremt lave temperaturer, som neon ikke rækker til.
I den internationale temperaturskala fra 1990 ("ITS-90") bruges temperaturen for neons tripelpunkt, 24,5661 K, som et referencepunkt.

## Forekomst
Mens neon indtager femtepladsen på en liste over de mest udbredte grundstoffer i Universet med én del ud af 750 massenheder (efter brint, helium, ilt og kulstof), er der omkring hundrede gange mindre af det i Jordens atmosfære, cirka 1 del ud af 65.000 rumfangsenheder: Ligesom for heliums vedkommende skyldes dette, at disse lette og lidet reaktive grundstoffer ved solsystemets (herunder Jordens) dannelse aldrig blev kemisk bundet i det klippemateriale, der danner de fire klippeplaneter, Merkur, Venus, Jorden og Mars. Men også Jupiter har vist sig (i data fra den kapsel som Galileo-rumsonden søsatte i denne planets ydre atmosfære) at være næsten ti gange fattigere (én del ud af 6000 masseenheder) på neon end Solen og – formodentligt – også den protoplanetariske skive, som Solsystemet blev dannet af; til gengæld indeholder Jupiter adskillige gange mere af de tunge ædelgasser end Solen: Dette tyder på, at de "is-småplaneter", der burde have forsynet Jupiter med neon, selv blev skabt et sted, hvor temperaturen var for høj til at binde neon.

## Udvinding
Neon koster mellem 3 og 5 amerikanske dollar per liter, og der fremstilles på verdensplan et ton neon per år; dette er ikke meget, hvis man for eksempel skeler til neons "nabo" i det periodiske system: af fluor fremstilles der til sammenligning 2400 tons om året.
Neon kan udvindes af luften med en Linde-maskine. Når luft sammenpresses, stiger temperaturen (hvilket enhver, der har pumpet en cykel, har oplevet). Omvendt vil temperaturen falde, når luften får lov til at udvide sig. Hvis man fjerner den varme, der frigives ved sammenpresning, og derpå lader luftarten udvide sig igen, vil luftarten ende på en lavere temperatur, end den oprindelig havde. Linde-maskinen gentager denne proces – sammenpresning, afkøling og udvidelse – mange gange, hvorefter temperaturen bliver så lav, at luftarten fortætter og bliver til væske. Ved langsom opvarmning af den flydende luft fordamper først neon, derpå nitrogen og så oxygen. Herved kan de enkelte luftarter opsamles.

## Historie
Neon blev opdaget i 1898 af skotten William Ramsay og englænderen Morris W. Travers, begge kemikere: Ramsay nedkølede atmosfærisk luft til det fortættedes til en væske og kunne siden destillere henholdsvis neon, krypton og xenon efter tur ved at varme væsken ganske langsomt op.
Ramsay spurgte sin 13-årige søn til råds om navneforslag til opdagelsen: Sønnen foreslog straks "Novium – for den er jo ny!". Ramsay kunne godt lide forslaget, men endte med at beslutte sig for neon, da det passede sammen med de allerede vedtagne navne for to andre gasser; argon og krypton.
Ramsay blev tildelt Nobelprisen i kemi i 1904 for opdagelsen af en række ædelgasser, heriblandt neon.

## Isotoper af neon
Der findes tre stabile isotoper af neon; 20Ne, 21Ne og 22Ne. Dertil kender man 16 radioaktive neonisotoper, hvoraf 24Ne og 23Ne har de længste halveringstider; henholdsvis 3,38 minutter og 34,24 sekunder.
21Ne og 22Ne er nukleogene, dvs. de dannes ved atomkerneprocesser, primært neutronemission og alfahenfald af magnesiumisotoperne 24Mg og 25Mg. Analyser af isotopsammensætningen i overfladeklippematerialer har påvist, at 21Ne også skabes, når atomkerner af magnesium, natrium, aluminium og silicium i klippematerialerne træffes og spaltes af kosmisk stråling. Ved at analysere forekomsterne af alle de tre stabile neonisotoper kan man kvantitativt "isolere" dette kosmogene neon fra neon skabt ad bl.a. nukleogen vej og måske beregne, hvor længe overfladeklipper og meteoritter har været eksponeret direkte for den kosmiske stråling.
Ligesom for xenon har man konstateret, at isotopsammensætningen af neon i vulkanske gasser har et forhøjet indhold af 20Ne og 21Ne i forhold til 22Ne sammenlignet med det neon, der findes i atmosfæren: Det tyder på, at den unge Jord fik et tilskud af neon fra Solen, som nu findes inde i jordskorpen. Fundet af tilsvarende forhøjede forekomster af 20Ne i diamanter synes at understøtte denne teori yderligere.